# Borussia Mönchengladbach (női csapat)
A Borussia VfL 1900 Mönchengladbach e.V., vagy röviden Borussia Mönchengladbach, egy német női labdarúgócsapat, melyet 1995-ben hoztak létre a Borussia Mönchengladbach női labdarúgó szakosztályaként. A német területi bajnokság nyugati osztályában szerepel.

## Klubtörténet
A klubot 1995-ben alapították az egykori Borussia Dortmund játékos, Rolf Rüssmann támogatásával. Az 1995–1996-os szezonban megyei bajnokságban indultak, majd három évvel később már nemzeti bajnokság tagja volt. A 2009–2010-es szezonban a Regionalliga West-ben 132 gólt szereztek és 14-et kaptak, ezzel csak másodikok lettek egy pont hátránnyal az 1. FFC Recklinghausen mögött. A következő szezonban már sikerült megnyerniük a csoportjukat és feljutni a Bundesliga 2-be. A másodosztályban a déli csoportban szerepeltek és az ETSV Würzburg ellen rosszabb gólkülönbség miatt kiestek első szezonjukban.
A 2012–2013-as szezont a harmadosztályban folytatták, de a csoportjukban a VfL Bochum magabiztosan megnyerte a bajnokságot, a Mönchengladbach 17 ponttal lemaradva követte őket. Az ezt követő idény során csak az 5. helyen végeztek, de a 2014–2015-ös szezonban már sikerült megnyerniük a csoportjukat 21 pontos előnnyel. A 2015–2016-os idényt a másodosztályban a TSG 1899 Hoffenheim II nyerte meg, de mivel az első csapatuk az élvonalban szerepelt, így nem jogosultak a feljutásra, ezért a Mönchengladbach jutott fel az első osztályba.  A csoport gólkirálya Nadja Pfeiffer lett. Első évük a Bundesligában rosszul sikerült, miután 6 pontot szereztek és kiestek.

## Eredményei
- Bundesliga 2 Nord bajnok: 2017–18
- Bundesliga 2 Nord ezüstérmes: 2015–16
- Regionalliga West győztes (2): 2010–11, 2014–15

## Játékoskeret
2022. július 18-i állapotnak megfelelően.
| # |     | Poszt | Név                |
| - | --- | ----- | ------------------ |
|   | GER | K     | Pia Gneisinger     |
|   | GER | K     | Tina Lingsch       |
|   | GER | V     | Yvonne Brietzke    |
|   | GER | V     | Carolin Corres     |
|   | GER | V     | Madita Giehl       |
|   | GER | V     | Nina Klinger       |
|   | NAM | V     | Veweziwa Kotjipati |
|   | GER | V     | Louisa Schmitz     |
|   | GER | V     | Eva Tostrams       |
|   | GER | KP    | Kristina Bartsch   |

| # |     | Poszt | Név                  |
| - | --- | ----- | -------------------- |
|   | GER | KP    | Sam Drissen          |
|   | NED | KP    | Britt van Rijswijck  |
|   | NED | KP    | Kyra van Leeuwe      |
|   | GER | KP    | Lena Toerschen       |
|   | GER | KP    | Melina Moll          |
|   | GER | CS    | Emily Tichelkamp     |
|   | GER | CS    | Jessica Hackenberger |
|   | GER | CS    | Sarah Schmitz        |
|   | ESP | CS    | Sina Muñoz Thurau    |